# David Jiménez i Cot
David Jiménez i Cot (Sant Celoni, 11 de maig de 1987) és un poeta, escriptor i assagista català. Ha traduït del català al castellà alguns poemes per a revistes i blocs literaris, ha escrit articles de crítica literària al suplement Culturàlia del Diari de Menorca i la revista digital Barcelona Review, ha tingut cura de diverses antologies de poetes catalans de renom i ha aparegut antologat en obres col·lectives, com ara Mig segle de poesia catalana. Del Maig del 68 al 2018 (Proa, 2018).
Rellotge de sorra va rebre el Premi Òmnium Cultural de Granollers; L'escata i el vers, el premi de poesia Benet Ribas dels premis Recvll de Blanes; Moren els déus, el Premi de poesia Miquel Bauçà de Felanitx; i Jo sé una història del Sol i la Lluna, el premi de narrativa Ciutat de Sant Andreu de la Barca.

## Obra
Poesia
- Rellotge de sorra. Granollers: Tarafa Editora, 2007. Premi Òmnium Cultural de Granollers.
- L'escata i el vers. Lleida: Pagès Editors, 2012. Premi de poesia Recvll de Blanes.
- Moren els déus. Calonge: AdiA Edicions, 2022. Premi de poesia Miquel Bauçà de Felanitx.

Novel·la
- El País d'Orellaendins. València: Editorial Germania, 2013

Assaig
- Com escriure poesia. Els mecanismes de la poètica i la seva comprensió figurativa. La Garriga: Editorial Malhivern, 2006

Edicions
- S'acosta el mar. Poesia 1984-2009. [Pròleg de Marie-Claire Zimmermann i edició de David Jiménez i Cot] València: Tres i Quatre, 2010.
- Llum a l'arsenal. Cent poemes (antologia 1987-2017). Edició a cura de David Jiménez i Cot, pròleg de Jordi Marrugat. Palma: Lleonard Muntaner, 2017

Traducció
- Jordi Valls. Poemas seleccionados. Dins: Girándula,[7] núm. 1. Córdoba: Idaria, 2008. [Poemes traduïts conjuntament amb Jordi Valls i Pozo].